# ARA Murature (P-20)
El patrullero ARA Murature (P-20) (PAMU) fue un patrullero de la Armada Argentina construido en el Astillero Río Santiago. Fue gemelo del patrullero ARA King. Fue un buque con 77 m de eslora y 9 m de manga, está armado 3 cañones de 105 mm y 4 cañones Bofors de 40 mm. Para su propulsión utilizaba dos 2 motores diésel Werkspoor que fueron reemplazados a mediados de los 90 por otros 2 motores de similares características. Llegó a poseer armamento antisubmarino cuando operaba tanto en los ríos como en el mar.

## Servicio operativo
Fue asignado el 15 de abril de 1945, siendo su primera salida al mar el 17 de abril de ese año, al mando del Capitán de Corbeta Iván Barcena Feijóo.
El 16 de agosto de 1954 el presidente argentino teniente general Juan Domingo Perón, entregó en Asunción al presidente de Paraguay general Alfredo Stroessner los trofeos de guerra que las fuerzas argentinas habían conquistado a las paraguayas durante la Guerra de la Triple Alianza, o Guerra del Paraguay. Los trofeos devueltos fueron trasladados en este patrullero y en el ARA King.
En 1960 participó de la búsqueda de un submarino no identificado en el Golfo Nuevo.
En 1966 interceptó, junto con su gemelo King, a los pesqueros de bandera brasileña Salvatierra y Calderlas en actividad ilegal.
En 1989 trasladó los restos mortales de Juan Manuel de Rosas desde Rosario a Buenos Aires, en el marco de la ceremonia de repatriación de los mismos. Participó de varios rescates en auxilio de náufragos de buques siniestrados. Amarró en puertos de Brasil, Chile, Paraguay y Uruguay durante visitas de cortesía.
Fue allanado por la Justicia federal en marzo de 2004 en Campana, presumiendo que pudo haber sido un centro clandestino de detención durante la última Dictadura Militar Argentina.

### Década de 2010
Las actividades operativas son variadas. La participación en ejercicios conjuntos y combinados es constante, realizando despliegues en diversos puntos del litoral fluvial argentino. Además, realiza el adiestramiento de cadetes, como los de la Escuela Naval Fluvial.

#### Baja y condición final
El 24 de septiembre de 2014, luego de 69 años de servicio operativo en la Armada Argentina, se arrió por última vez su pabellón. Luego de eso, la nave fue trasladada al Astillero Tandanor para su desguace.